# Nanochromis
Nanochromis (lat.: „nano“ = Zwerg + „chromis“ = alte Bezeichnung für Buntbarsche) bezeichnet eine Gattung klein bleibender Fische aus der Familie der Buntbarsche, die in Zentral- und Westafrika beheimatet sind. Als Typusart gilt Nanochromis nudiceps.

## Merkmale
Die Körperform der Fische ist schlank mit relativ hochrückigem Querschnitt, Kopf und Maul sind im Profil rund. Die Rückenflosse ist lang angesetzt, die Schwanzflosse rund bis spatelförmig. Je nach Art wird eine Körperlänge von vier bis maximal acht Zentimetern erreicht. Grundfarbe ist zumeist ein metallisches grau-blau, wobei auf den Körperseiten am Rücken Querbinden erkennbar sein können, die sich bis in die Rückenflosse fortsetzen. Wie bei den nahestehenden Gattungen Congochromis, Pelvicachromis und anderen gibt es auch hier die Ausprägung verschiedener Standortvarianten, bei denen sich die Tiere innerhalb einer Art deutlich in der Färbung unterscheiden können.
Die Arten der Gattung weisen wie viele Buntbarsche einen ausgeprägten Geschlechtsdimorphismus auf. Die männlichen Tiere sind im Allgemeinen deutlich größer und ihre Beflossung ausgeprägter, wobei die Spitzen der Rücken- und Afterflossen fahnenförmig spitz ausgezogen sind. Auch die Färbung der männlichen Tiere ist deutlich kräftiger. Eine Ausnahme bildet hier die Art N. transvestitus, bei der die Männchen eher schlicht und dafür die Weibchen kontrastreich gefärbt sind, wovon sich auch der lateinische Artname ableitet.
Alle Nanochromis-Arten sind paarbildende monogame Versteckbrüter, bei denen das Weibchen in Form einer „Vater-Mutter-Familie“ die Pflege von Brut und Larven übernimmt, während das Männchen die Bruthöhle verteidigt. Nach dem Freischwimmen der Jungfische übernehmen beide Partner gemeinsam die Brutpflege, wobei dann zur Verteidigung aggressiv auch gegen deutlich größere Fische vorgegangen wird.

## Lebensraum
Die Nanochromis-Arten sind in den Fließgewässern des Kongobeckens beheimatet und besiedeln dort vor allem relativ flache, schattige Gewässerabschnitte mit mäßiger Strömung und sandigem Grund. Das Wasser ist im Allgemeinen mineralienarm, der pH-Wert liegt im sauren Bereich zwischen 4,5 und 6,0.

## Arten
Nachdem 2007 durch Stiassny & Schliewen im Zuge einer Neuordnung einige Arten in die neue Gattung Congochromis ausgegliedert wurden, umfasst Nanochromis nun noch folgende Fischarten:
- Nanochromis consortus Roberts & Stewart, 1976
- Nanochromis minor Roberts & Stewart, 1976
- Nanochromis nudiceps (Boulenger, 1899)
- Blauer Kongocichlide (Nanochromis parilus Roberts & Stewart, 1976)
- Nanochromis splendens Roberts & Stewart, 1976
- Nanochromis teugelsi Lamboj & Schelly, 2006
- Transvestitenbuntbarsch (Nanochromis transvestitus Stewart & Roberts, 1984)
- Nanochromis wickleri Schliewen & Stiassny, 2006

## Aquaristik
Die Nanochromis-Arten sind in der Aquaristik eher selten anzutreffen, da sie zur erfolgreichen Pflege erhebliche Ansprüche an die Haltungsbedingungen stellen und selten im Handel zu finden sind, aber im Gegenzug nicht die Größe und Farbenpracht vieler Buntbarsche aus Südamerika oder den Afrikanischen Grabenseen erreichen. Dennoch können sie bei passenden Bedingungen aufgrund ihrer Verhaltensweise sehr interessante Pfleglinge sein.